# شهرستان ماریپوزا (کالیفرنیا)
شهرستان ماریپوزا شهرستانی در ایالت کالیفرنیا در آمریکا می‌باشد که در تپه‌های غربی کوهستان‌های سیرا نوادا واقع شده‌است. گسترهٔ این شهرستان از شمال فرسنو، از شرق مرسد و از جنوب‌شرقی استاکتون می‌باشد. مطابق با سرشماری سال ۲۰۰۰ جمعیت این شهرستان معادل ۱۷٬۱۳۰ نفر می‌باشد و بخشداری آن ماریپوزا می‌باشد.
نیمهٔ شرقی این شهرستان بخش مرکزی پارک ملی یوسیمیتی می‌باشد.